# Хемосинтеза
Хемосинтезата е биохимичен процес, при който въглеродсъдържащи молекули, най-често CO2 или CH4, и хранителни вещества се преобразуват в органични вещества, чрез енергия, получена от окисление на неорганични (H2, H2S и други) или органични вещества. За разлика от фотосинтезата, хемосинтезата не изисква светлина.
Хемосинтезата се извършва от хемоавтотрофи, които са филогенетично разнородна група организми. Въпреки че са отговорни за образуването на под 1% от първичната биомаса, някои хемоавтотрофи са от голямо биогеохимично значение – сярооксидиращите гама и епсилон протеобактерии, Aquificae, метаногенните археи и неутрофилните желязоокисляващи бактерии.